# Pleurogeophilus aporus
Pleurogeophilus aporus är en mångfotingart som beskrevs av Masatoshi Takakuwa 1936. Pleurogeophilus aporus ingår i släktet Pleurogeophilus och familjen storjordkrypare. Inga underarter finns listade i Catalogue of Life.